# Milena Pavlovic Barilli
Milena Pavlovic Barilli (Požarevac, Serbia, 5 de noviembre de 1909-Nueva York, 6 de marzo de 1945) fue una pintora y poetisa serbia. Es la artista más notable de Serbia.

## Biografía
Hija del influyente compositor italiano Bruno Barilli y de la serbia Danica Pavlovic, descendiente de la dinastía Karađorđević. Milena inició su educación artística en la Escuela Real de artes de Belgrado, Serbia (1922-1926) y posteriormente la continuó en Múnich (1926-1928).
A principios de 1930 se marchó de Serbia y sólo regresó en visitas breves. Durante sus estancias en España, Roma, París y Londres, donde se relacionó con Jean Cocteau y André Breton, recibió la influencia de muchos artistas y escuelas occidentales, especialmente de Giorgio de Chirico. En 1939 viajó a Nueva York, donde permaneció hasta su muerte en 1945.
En 1943, participó en The Exhibition by 31 Women que se realizó en la galería de arte de Peggy Guggenheim el Art of this Century en Nueva York.
Su obra es variada, desde retratos a interpretaciones imaginativas de historias bíblicas. Las temáticas a menudo incluyen situaciones de ensueño, velos, ángeles, estatuas de la diosa Venus, y Arlequines. Muchos de sus trabajos forman parte de exposiciones permanentes en Roma, Nueva York, Museo de Arte Contemporáneo (Belgrado), y en su ciudad natal Požarevac, donde la casa en qué  nació ha sido convertida en un museo en su honor.

## Galería

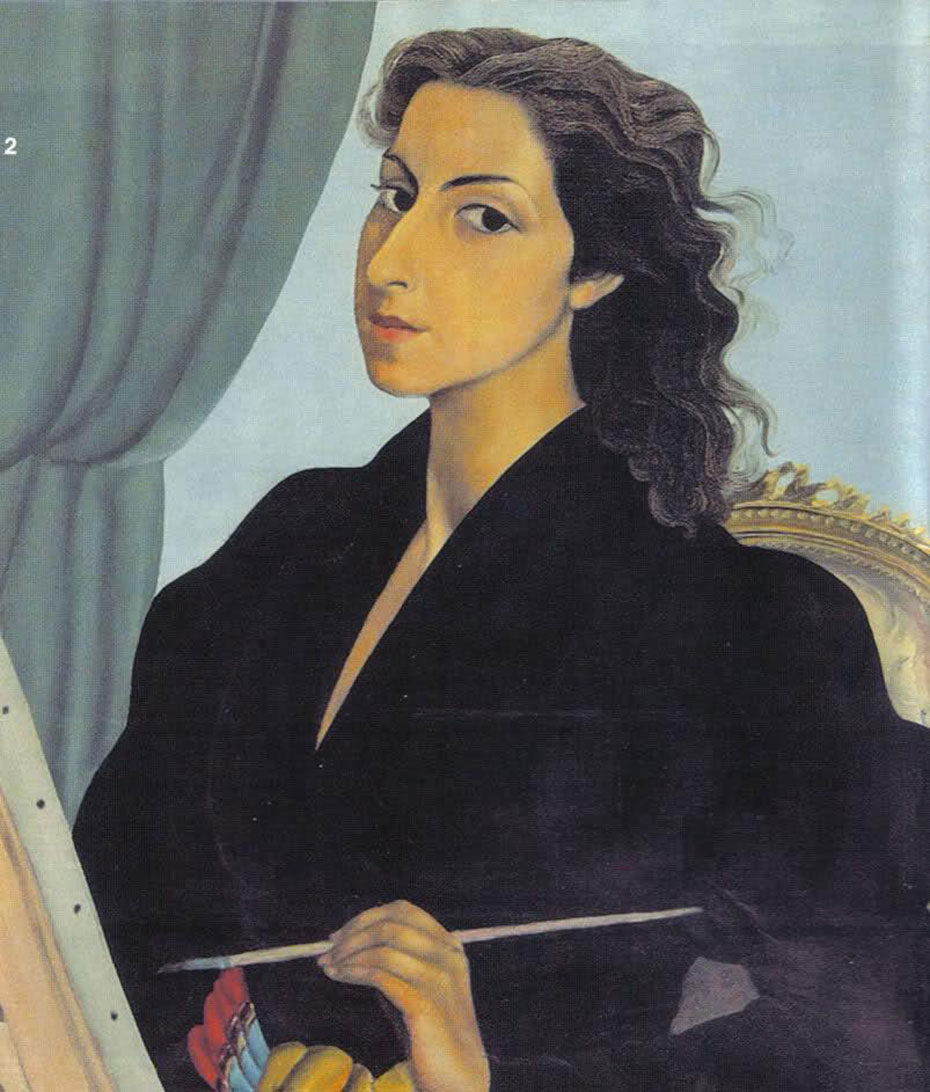
Autorretrato, 1938
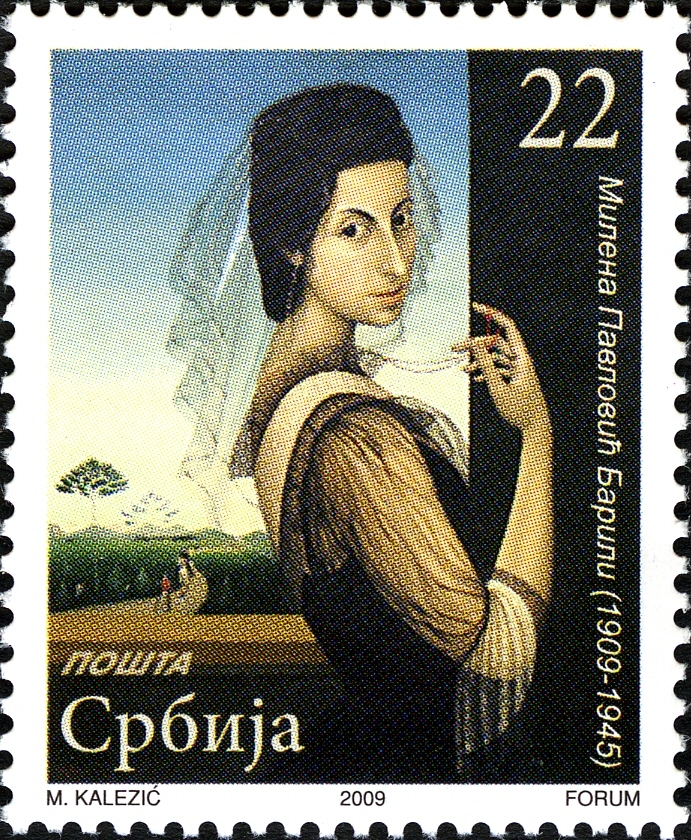
Autorretrato, 1939
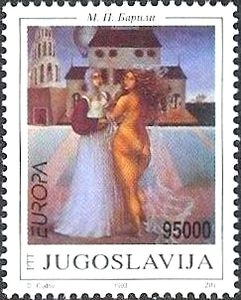
Acto con espejo
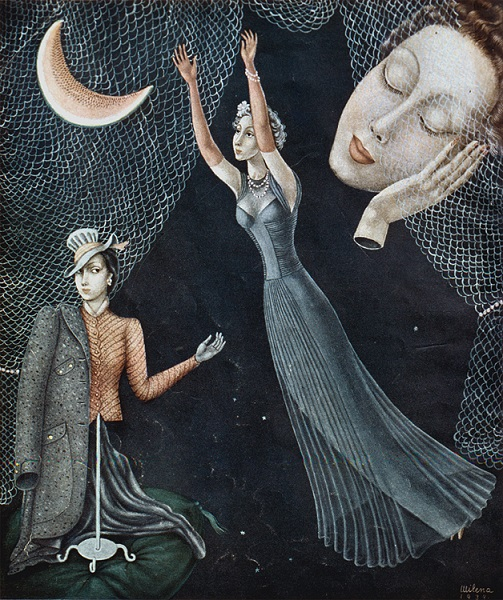
Rosa caliente con Grey Fresco, 1940
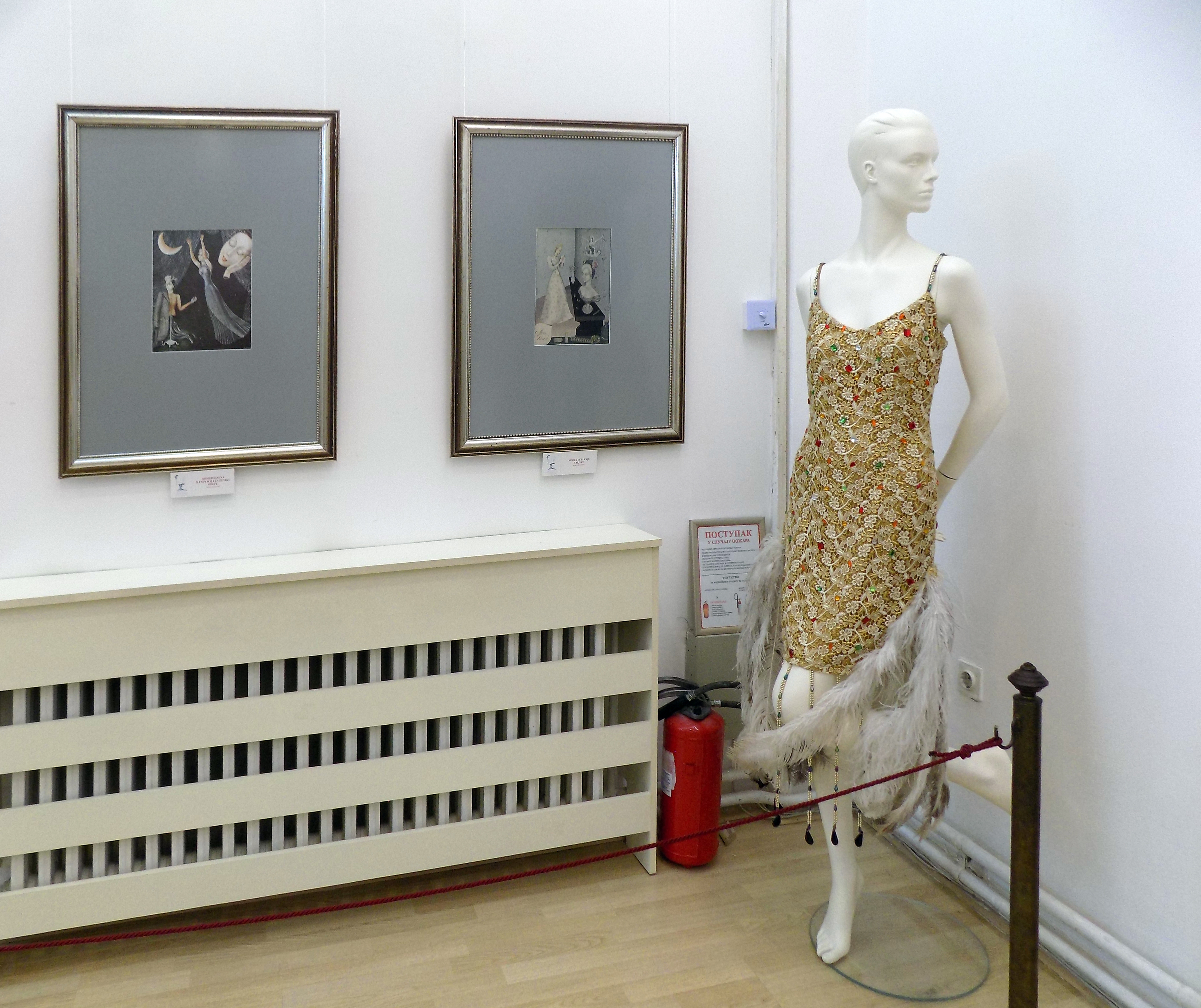
Las portadas de la revista "Vogue" y uno de los vestidos que Milena creó
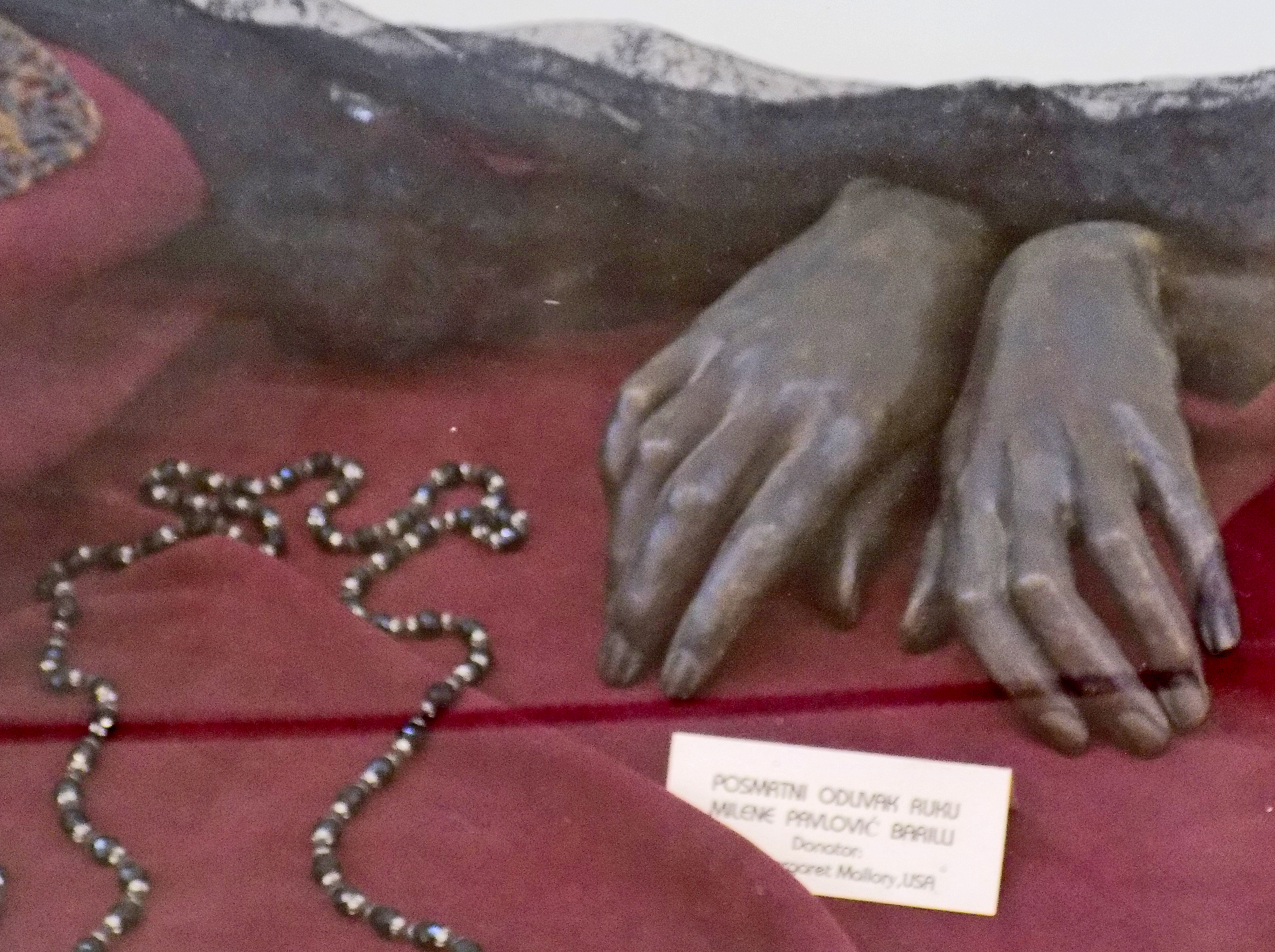
Lanzamiento póstumo de las manos de Milena